# Stanisław Cikowski (zm. 1617)
Stanisław Cikowski z Wojsławic herbu Radwan (ur. I poł. XVI w., zm. 23 kwietnia 1617) – marszałek Trybunału Głównego Koronnego w 1610 roku, podkomorzy krakowski w latach 1576–1617, starosta babimojski w 1598 roku, starosta czorsztyński w latach 1599–1615, poseł, dyplomata, administrator ceł koronnych, założyciel mennicy bydgoskiej.

## Życiorys
Był synem Stanisława Cikowskiego z Wojsławic herbu Radwan, podkomorzego krakowskiego, kasztelana bieckiego i Anny z Komorowskich. Związany z obozem reformacji, należał początkowo do gminy kalwińskiej, a następnie braci polskich. Pod koniec życia przeszedł na katolicyzm.
Otrzymał staranne wykształcenie humanistyczne. Wraz z młodszym bratem Andrzejem przebywał za granicą w Zurychu i Lipsku. Po śmierci ojca w 1576 r. otrzymał podkomorstwo krakowskie. Od 1578 roku posłował na szereg sejmów. Poseł na sejm 1578 roku z księstw oświęcimskiego i zatorskiego. Poseł na sejm 1581 roku, sejm 1585 roku, sejm koronacyjny 1587/1588 roku, sejm 1590 roku, sejm 1590/1591 roku z województwa krakowskiego.
Był posłem aktywnie uczestniczącym w życiu politycznym swoich czasów, opowiadając się zasadniczo po stronie króla Zygmunta III. Był jednym z posłów polskich do Karola Sudermańskiego i senatorów szwedzkich w 1596 roku. Pozytywne rezultaty przyniosło jego poselstwo do Anglii w 1604 r. z okazji wstąpienia na tron Jakuba I Stuarta. Rozżalony na króla za pomijanie go w nadaniach i dostojeństwach wziął udział w rokoszu Zebrzydowskiego. W 1607 r. przeprosił króla. W służbie królewskiej pełnił szereg urzędów w administracji skarbowej. W 1589 r. był taksatorem starostw, a w 1593 r. komisarzem do odbioru podatków i rzecznikiem skarbu królewskiego w Gdańsku.
W 1594 r. otrzymał przywilej królewski na otwarcie mennicy w Bydgoszczy. Wybijane tu monety zgodnie z zastrzeżeniem królewskim nie mogły się różnić od wybijanych w innych mennicach. Od wiosny 1596 r. mennica przynosiła mu 2 tysiące złotych dochodu rocznie. W 1601 r. był jednak zmuszony ją zamknąć po wydaniu przez sejm walny uchwały nakazującej zamknięcie wszystkich mennic prywatnych.
Był posłem województwa krakowskiego na sejm 1600 roku. W 1600 r. został administratorem ceł koronnych. Na stanowisku tym wykazywał dużą energię i bezwzględność w tępieniu nadużyć celnych. W obronie przed oskarżeniami o nadużycie władzy napisał opracowanie pt. „W sprawach celnych odpis, ze strony fortelów szkodliwych skarbowi K.J.M. i Koronie”. Poseł województwa krakowskiego na sejm zwyczajny 1613 roku.
Był arianinem, pod koniec życia przeszedł na katolicyzm.

### Rodzina
Stanisław Cikowski był żonaty z Elżbietą Działyńską, z którą miał córkę Zofię po mężu Ossolińską i syna Stanisława żonatego z Dorota Błońską zmarłego bezpotomnie.